# نهائي كأس الكؤوس الإفريقية 1984
نهائي كأس أفريقيا للأندية أبطال الكؤوس 1984 هي المباراة النهائية للنسخة التاسعة من كأس أفريقيا للأندية أبطال الكؤوس .
وتوج بها النادي الأهلي المصري على حساب كانون ياوندي الكاميروني .

## الفرق
| الفريق       | المنطقة             | وصول سابق (الخط الغليظ يشير إلى بطل تلك النسخة) |
| ------------ | ------------------- | ----------------------------------------------- |
| كانون ياوندي | وسط أفريقيا UNIFFAC | 2 (1977 ، 1979)                                 |
| الأهلي       | شمال أفريقيا UNAF   | 0                                               |

## الوصول إلى النهائي
| الفريق          | الدور       | إجم. | نتيجة.ذ | نتيجة.إ |
| --------------- | ----------- | ---- | ------- | ------- |
| أسيك ميموزا     | ربع النهائي | 4–3  | 3–1     | 1–2     |
| المقاولون العرب | نصف النهائي | 1–1  | 0–0     | 1–1     |

| الفريق        | الدور       | إجم.            | نتيجة.ذ | نتيجة.إ |
| ------------- | ----------- | --------------- | ------- | ------- |
| إينوغو رينجرز | ربع النهائي | 5–3             | 5–0     | 0–3     |
| أهلي طرابلس   | نصف النهائي | 1–1 (4–5) (ر.ت) | 1–0     | 0–1     |

اعتذر أهلي طرابلس عن خوض لقاء النهاية ضد النادي الاهلي المصري لاعتبارات سياسية و تم تعويضه بكانون ياوندي.

## النهائي
| كانون ياوندي | 1–0   | الأهلي |
| ------------ | ----- | ------ |
|              | تقرير |        |

| الأهلي        | 1–0   | كانون ياوندي |
| ------------- | ----- | ------------ |
|               | تقرير |              |
| ركلات الترجيح |       |              |
|               | 4–2   |              |